# Матч за звання чемпіона світу із шахів 1951
Матч за звання чемпіона світу з шахів був проведений у Москві з 15 березня по 11 травня 1951 року. Чинний чемпіон Михайло Ботвинник зіграв унічию 12 — 12 із претендентом Давидом Бронштейном, переможцем турніру претендентів 1950 року і, згідно з правилами ФІДЕ, захистив титул чемпіона світу.
|   | a | b | c | d | e | f | g | h |   |
| 8 | d8 білий кінь · b7 чорний пішак · a5 чорний пішак · c4 білий пішак · f4 чорний король · b3 білий король · c3 білий пішак · e3 чорний пішак | d8 білий кінь · b7 чорний пішак · a5 чорний пішак · c4 білий пішак · f4 чорний король · b3 білий король · c3 білий пішак · e3 чорний пішак | d8 білий кінь · b7 чорний пішак · a5 чорний пішак · c4 білий пішак · f4 чорний король · b3 білий король · c3 білий пішак · e3 чорний пішак | d8 білий кінь · b7 чорний пішак · a5 чорний пішак · c4 білий пішак · f4 чорний король · b3 білий король · c3 білий пішак · e3 чорний пішак | d8 білий кінь · b7 чорний пішак · a5 чорний пішак · c4 білий пішак · f4 чорний король · b3 білий король · c3 білий пішак · e3 чорний пішак | d8 білий кінь · b7 чорний пішак · a5 чорний пішак · c4 білий пішак · f4 чорний король · b3 білий король · c3 білий пішак · e3 чорний пішак | d8 білий кінь · b7 чорний пішак · a5 чорний пішак · c4 білий пішак · f4 чорний король · b3 білий король · c3 білий пішак · e3 чорний пішак | d8 білий кінь · b7 чорний пішак · a5 чорний пішак · c4 білий пішак · f4 чорний король · b3 білий король · c3 білий пішак · e3 чорний пішак | 8 |
| 7 | d8 білий кінь · b7 чорний пішак · a5 чорний пішак · c4 білий пішак · f4 чорний король · b3 білий король · c3 білий пішак · e3 чорний пішак | d8 білий кінь · b7 чорний пішак · a5 чорний пішак · c4 білий пішак · f4 чорний король · b3 білий король · c3 білий пішак · e3 чорний пішак | d8 білий кінь · b7 чорний пішак · a5 чорний пішак · c4 білий пішак · f4 чорний король · b3 білий король · c3 білий пішак · e3 чорний пішак | d8 білий кінь · b7 чорний пішак · a5 чорний пішак · c4 білий пішак · f4 чорний король · b3 білий король · c3 білий пішак · e3 чорний пішак | d8 білий кінь · b7 чорний пішак · a5 чорний пішак · c4 білий пішак · f4 чорний король · b3 білий король · c3 білий пішак · e3 чорний пішак | d8 білий кінь · b7 чорний пішак · a5 чорний пішак · c4 білий пішак · f4 чорний король · b3 білий король · c3 білий пішак · e3 чорний пішак | d8 білий кінь · b7 чорний пішак · a5 чорний пішак · c4 білий пішак · f4 чорний король · b3 білий король · c3 білий пішак · e3 чорний пішак | d8 білий кінь · b7 чорний пішак · a5 чорний пішак · c4 білий пішак · f4 чорний король · b3 білий король · c3 білий пішак · e3 чорний пішак | 7 |
| 6 | d8 білий кінь · b7 чорний пішак · a5 чорний пішак · c4 білий пішак · f4 чорний король · b3 білий король · c3 білий пішак · e3 чорний пішак | d8 білий кінь · b7 чорний пішак · a5 чорний пішак · c4 білий пішак · f4 чорний король · b3 білий король · c3 білий пішак · e3 чорний пішак | d8 білий кінь · b7 чорний пішак · a5 чорний пішак · c4 білий пішак · f4 чорний король · b3 білий король · c3 білий пішак · e3 чорний пішак | d8 білий кінь · b7 чорний пішак · a5 чорний пішак · c4 білий пішак · f4 чорний король · b3 білий король · c3 білий пішак · e3 чорний пішак | d8 білий кінь · b7 чорний пішак · a5 чорний пішак · c4 білий пішак · f4 чорний король · b3 білий король · c3 білий пішак · e3 чорний пішак | d8 білий кінь · b7 чорний пішак · a5 чорний пішак · c4 білий пішак · f4 чорний король · b3 білий король · c3 білий пішак · e3 чорний пішак | d8 білий кінь · b7 чорний пішак · a5 чорний пішак · c4 білий пішак · f4 чорний король · b3 білий король · c3 білий пішак · e3 чорний пішак | d8 білий кінь · b7 чорний пішак · a5 чорний пішак · c4 білий пішак · f4 чорний король · b3 білий король · c3 білий пішак · e3 чорний пішак | 6 |
| 5 | d8 білий кінь · b7 чорний пішак · a5 чорний пішак · c4 білий пішак · f4 чорний король · b3 білий король · c3 білий пішак · e3 чорний пішак | d8 білий кінь · b7 чорний пішак · a5 чорний пішак · c4 білий пішак · f4 чорний король · b3 білий король · c3 білий пішак · e3 чорний пішак | d8 білий кінь · b7 чорний пішак · a5 чорний пішак · c4 білий пішак · f4 чорний король · b3 білий король · c3 білий пішак · e3 чорний пішак | d8 білий кінь · b7 чорний пішак · a5 чорний пішак · c4 білий пішак · f4 чорний король · b3 білий король · c3 білий пішак · e3 чорний пішак | d8 білий кінь · b7 чорний пішак · a5 чорний пішак · c4 білий пішак · f4 чорний король · b3 білий король · c3 білий пішак · e3 чорний пішак | d8 білий кінь · b7 чорний пішак · a5 чорний пішак · c4 білий пішак · f4 чорний король · b3 білий король · c3 білий пішак · e3 чорний пішак | d8 білий кінь · b7 чорний пішак · a5 чорний пішак · c4 білий пішак · f4 чорний король · b3 білий король · c3 білий пішак · e3 чорний пішак | d8 білий кінь · b7 чорний пішак · a5 чорний пішак · c4 білий пішак · f4 чорний король · b3 білий король · c3 білий пішак · e3 чорний пішак | 5 |
| 4 | d8 білий кінь · b7 чорний пішак · a5 чорний пішак · c4 білий пішак · f4 чорний король · b3 білий король · c3 білий пішак · e3 чорний пішак | d8 білий кінь · b7 чорний пішак · a5 чорний пішак · c4 білий пішак · f4 чорний король · b3 білий король · c3 білий пішак · e3 чорний пішак | d8 білий кінь · b7 чорний пішак · a5 чорний пішак · c4 білий пішак · f4 чорний король · b3 білий король · c3 білий пішак · e3 чорний пішак | d8 білий кінь · b7 чорний пішак · a5 чорний пішак · c4 білий пішак · f4 чорний король · b3 білий король · c3 білий пішак · e3 чорний пішак | d8 білий кінь · b7 чорний пішак · a5 чорний пішак · c4 білий пішак · f4 чорний король · b3 білий король · c3 білий пішак · e3 чорний пішак | d8 білий кінь · b7 чорний пішак · a5 чорний пішак · c4 білий пішак · f4 чорний король · b3 білий король · c3 білий пішак · e3 чорний пішак | d8 білий кінь · b7 чорний пішак · a5 чорний пішак · c4 білий пішак · f4 чорний король · b3 білий король · c3 білий пішак · e3 чорний пішак | d8 білий кінь · b7 чорний пішак · a5 чорний пішак · c4 білий пішак · f4 чорний король · b3 білий король · c3 білий пішак · e3 чорний пішак | 4 |
| 3 | d8 білий кінь · b7 чорний пішак · a5 чорний пішак · c4 білий пішак · f4 чорний король · b3 білий король · c3 білий пішак · e3 чорний пішак | d8 білий кінь · b7 чорний пішак · a5 чорний пішак · c4 білий пішак · f4 чорний король · b3 білий король · c3 білий пішак · e3 чорний пішак | d8 білий кінь · b7 чорний пішак · a5 чорний пішак · c4 білий пішак · f4 чорний король · b3 білий король · c3 білий пішак · e3 чорний пішак | d8 білий кінь · b7 чорний пішак · a5 чорний пішак · c4 білий пішак · f4 чорний король · b3 білий король · c3 білий пішак · e3 чорний пішак | d8 білий кінь · b7 чорний пішак · a5 чорний пішак · c4 білий пішак · f4 чорний король · b3 білий король · c3 білий пішак · e3 чорний пішак | d8 білий кінь · b7 чорний пішак · a5 чорний пішак · c4 білий пішак · f4 чорний король · b3 білий король · c3 білий пішак · e3 чорний пішак | d8 білий кінь · b7 чорний пішак · a5 чорний пішак · c4 білий пішак · f4 чорний король · b3 білий король · c3 білий пішак · e3 чорний пішак | d8 білий кінь · b7 чорний пішак · a5 чорний пішак · c4 білий пішак · f4 чорний король · b3 білий король · c3 білий пішак · e3 чорний пішак | 3 |
| 2 | d8 білий кінь · b7 чорний пішак · a5 чорний пішак · c4 білий пішак · f4 чорний король · b3 білий король · c3 білий пішак · e3 чорний пішак | d8 білий кінь · b7 чорний пішак · a5 чорний пішак · c4 білий пішак · f4 чорний король · b3 білий король · c3 білий пішак · e3 чорний пішак | d8 білий кінь · b7 чорний пішак · a5 чорний пішак · c4 білий пішак · f4 чорний король · b3 білий король · c3 білий пішак · e3 чорний пішак | d8 білий кінь · b7 чорний пішак · a5 чорний пішак · c4 білий пішак · f4 чорний король · b3 білий король · c3 білий пішак · e3 чорний пішак | d8 білий кінь · b7 чорний пішак · a5 чорний пішак · c4 білий пішак · f4 чорний король · b3 білий король · c3 білий пішак · e3 чорний пішак | d8 білий кінь · b7 чорний пішак · a5 чорний пішак · c4 білий пішак · f4 чорний король · b3 білий король · c3 білий пішак · e3 чорний пішак | d8 білий кінь · b7 чорний пішак · a5 чорний пішак · c4 білий пішак · f4 чорний король · b3 білий король · c3 білий пішак · e3 чорний пішак | d8 білий кінь · b7 чорний пішак · a5 чорний пішак · c4 білий пішак · f4 чорний король · b3 білий король · c3 білий пішак · e3 чорний пішак | 2 |
| 1 | d8 білий кінь · b7 чорний пішак · a5 чорний пішак · c4 білий пішак · f4 чорний король · b3 білий король · c3 білий пішак · e3 чорний пішак | d8 білий кінь · b7 чорний пішак · a5 чорний пішак · c4 білий пішак · f4 чорний король · b3 білий король · c3 білий пішак · e3 чорний пішак | d8 білий кінь · b7 чорний пішак · a5 чорний пішак · c4 білий пішак · f4 чорний король · b3 білий король · c3 білий пішак · e3 чорний пішак | d8 білий кінь · b7 чорний пішак · a5 чорний пішак · c4 білий пішак · f4 чорний король · b3 білий король · c3 білий пішак · e3 чорний пішак | d8 білий кінь · b7 чорний пішак · a5 чорний пішак · c4 білий пішак · f4 чорний король · b3 білий король · c3 білий пішак · e3 чорний пішак | d8 білий кінь · b7 чорний пішак · a5 чорний пішак · c4 білий пішак · f4 чорний король · b3 білий король · c3 білий пішак · e3 чорний пішак | d8 білий кінь · b7 чорний пішак · a5 чорний пішак · c4 білий пішак · f4 чорний король · b3 білий король · c3 білий пішак · e3 чорний пішак | d8 білий кінь · b7 чорний пішак · a5 чорний пішак · c4 білий пішак · f4 чорний король · b3 білий король · c3 білий пішак · e3 чорний пішак | 1 |
|   | a | b | c | d | e | f | g | h |   |

## Результати
|                          | 1 | 2 | 3 | 4 | 5 | 6 | 7 | 8 | 9 | 10 | 11 | 12 | 13 | 14 | 15 | 16 | 17 | 18 | 19 | 20 | 21 | 22 | 23 | 24 | Очки |
| ------------------------ | - | - | - | - | - | - | - | - | - | -- | -- | -- | -- | -- | -- | -- | -- | -- | -- | -- | -- | -- | -- | -- | ---- |
| Михайло Ботвинник (СРСР) | ½ | ½ | ½ | ½ | 0 | 1 | 1 | ½ | ½ | ½  | 0  | 1  | ½  | ½  | ½  | ½  | 0  | ½  | 1  | ½  | 0  | 0  | 1  | ½  | 12   |
| Давид Бронштейн (СРСР)   | ½ | ½ | ½ | ½ | 1 | 0 | 0 | ½ | ½ | ½  | 1  | 0  | ½  | ½  | ½  | ½  | 1  | ½  | 0  | ½  | 1  | 1  | 0  | ½  | 12   |